# Марикур
Марику́р, Марікур (фр. Maricourt) — муніципалітет у Франції, у регіоні О-де-Франс, департамент Сомма. Населення — 179 осіб (01.01.2021).
Муніципалітет розташований на відстані близько 130 км на північ від Парижа, 36 км на схід від Ам'єна.

## Демографія
Динаміка населення (INSEE ):

## Економіка
2010 року серед 110 осіб працездатного віку (15—64 років) 85 були активними, 25 — неактивними (показник активності 77,3%, у 1999 році було 72,7%). З 85 активних мешканців працювало 77 осіб (46 чоловіків та 31 жінка), безробітними було 8 (1 чоловік та 7 жінок). Серед 25 неактивних 5 осіб було учнями чи студентами, 13 — пенсіонерами, 7 були неактивними з інших причин.

У 2010 році в муніципалітеті числилось 70 оподаткованих домогосподарств, у яких проживали 176,0 особи, медіана доходів виносила 19 688,5 євро на одного особоспоживача